# 비테르보
비테르보(이탈리아어: Viterbo)는 역사가 오래된 고대 도시이며 이탈리아 라치오주 비테르보도의 도청 소재지인 코무네다. 로마로부터 북쪽 80km 거리에 있고 몬티 치미니와 몬티 볼시니에 둘러싸여 있다. 도시의 역사 지구는 11-12 세기에 지어진 중시시대의 벽들로 둘러싸여 있다.
농업을 제외한 도시의 주 생산품은 도자기, 대리석, 목제이다. 이탈리아 현대 미술에 중요한 투시아 대학교가 있으며 이탈리아군 항공사령본부와 훈련소가 있다.

## 역사
도시에 대한 첫 보고는 서기 8세기에 Castrum Viterbii 라는 명칭으로 알려졌다. 773년에 랑고바르드 왕 데시데리우스가 로마를 정복하는 시도를 하던 도중에 이도시를 요새화 시켰다. 로마 가톨릭교회가 프랑크에 지지를 받게 되면서, 비테르보는 교황령의 일부가 되었지만, 다음 세기의 황제들과 이곳을 두고 갈등하면서 1095년까지 자유 코무네 상태였다.

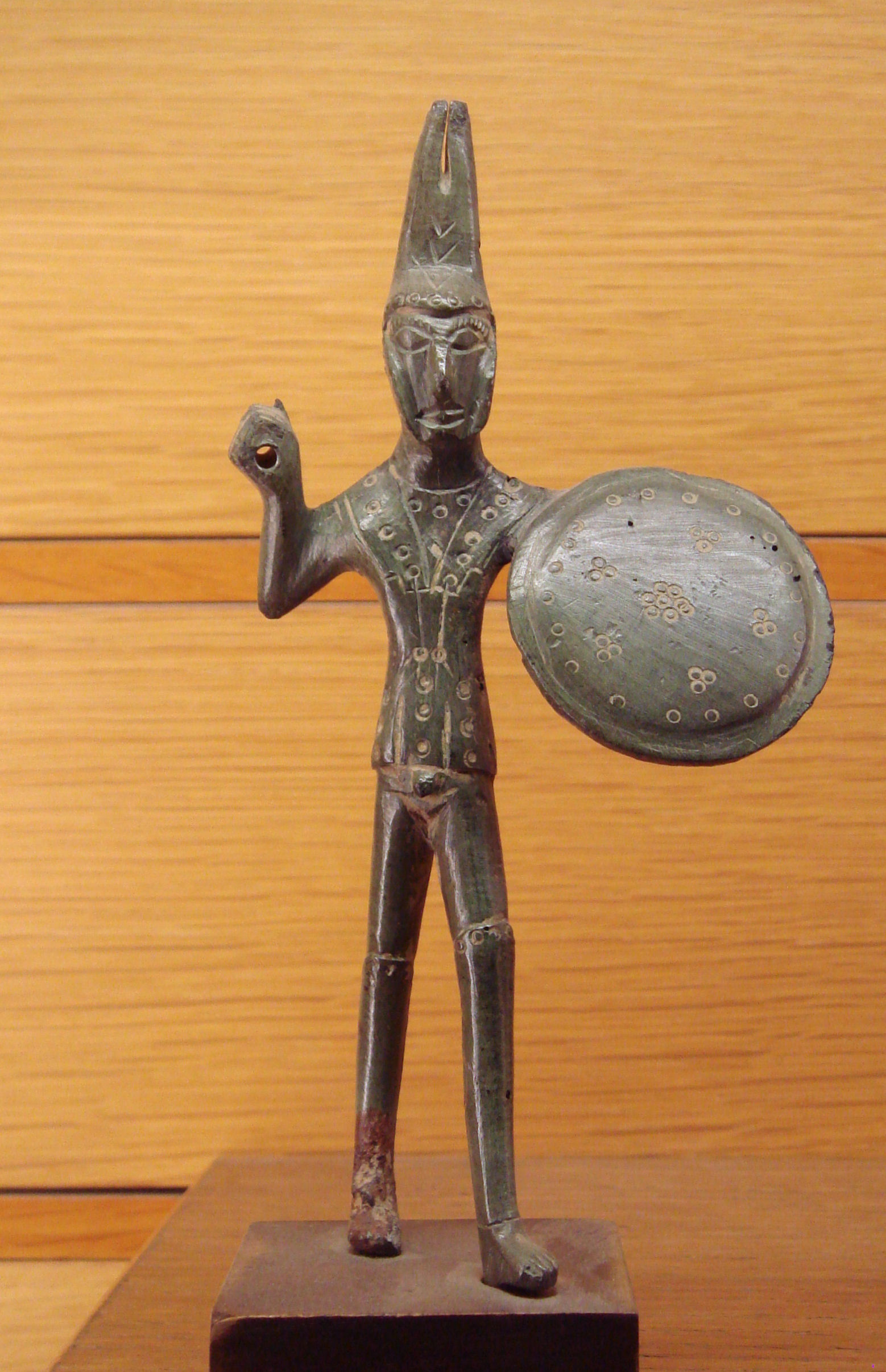
비테르보에서 발견된 기원전 6세기의 에트루리아 병사

교황이 로마 시에 대한 권한을 주장하기 어렵던 시절에, 교황 에우제니오 3세가 도시 주변으로 성벽을 쌓으면서, 비테르보는 그들의 주 근거지가 되었다. 1164년에 프레데리크 바르바로사는 비테르보를 그의 대립교황 파스칼 3세 지역으로 삼았다. 3년뒤 그는 이곳에 "도시" 지위를 내려주고, 이곳의 민병대들을 로마를 견제하기 위해 사용했다. 1172년 비테르보는 규모가 커지게 되면서, 구도시 Ferentum을 파괴하였고 다른 땅들을 정복하였다. 이 당시 비테르보는 인구가 대략 6만명 가량이고, 중부 이탈리아에서 가장 부유하고 번영한 코무네중 하나였다.
1207년에 교황 인노첸시오 3세는 의회를 열어, 이단으로 규정하였던 파타리아 세력의 중심지이였고 게다가 로마 교황청과 전쟁에서 끝내 패배하였던 비테르보 시를 파문시켰다. 1210년 비테르보는 오토 4세를 간신히 무찔렀고 로마와 전쟁을 다시 벌였다.
13세기 이곳은 독재자 가티(Gatti)와 디 비코(Di vico) 가문들에게 번갈아가며 지배를 받았다. 프리드리히 2세는 1240년에 비테르보를 기벨린편으로 끌어들였지만, 비테르보의 시민들은 1243년 독일군대들을 도시에서 쫓아내버렸고 그는 이곳으로 돌아와 공선전을 벌였다. 하지만 그 시점에서 비테르보는 항상 충성스러운 구엘프 도시였다. 1257년에서 1261년 이곳은 교황 알렉산데르 4세의 지역이였다. 그의 후임자 교황 우르바노 4세는 비테르보에서 선출되었다.
1266-68년 교황 클레멘스 4세는 비테르보를 호엔슈타우펜과의 전쟁 기지로 삼았다. 그래서 이곳에 있는 교황의 궁전에서 그는 카시아 가도를 통과하던 슈바벤의 콘라딘 군대를 파문시켰다. 비테르보에서 선출된 다른 황제들로는 교황 그레고리오 10세, 교황 요한 21세, 교황 니콜라오 3세, 프랑스 출신 교황 마르티노 4세가 있다. 나폴리 왕국의 카를로 1세가 선출시킨 교황을 인정하지 못한 비테르보 시민들은 콘클라베가 열리던 성당을 습격하여 두 명의 추기경을 사로 잡았다. 비테르보는 계속해서 파문을 당하였고 교황은 결국 86년간 비테르보를 포기했다.
교황에게서 벗어난 비테르보는 디 비코 가문의 지배를 받았다. 14세기 조반니 디 비코는 치비타베키아, 타르퀴니아, 볼세나, 오르비에토, 토디, 나르니, 아멜리아까지 세력을 늘렸다. 그의 영지는 1354년에 교황령을 수복하라는 아비뇽의 교황의 명령을 받은 알보르노스 추기경에 의해 파괴되고만다. 1375년 비테르보는 조반니 디 비코의 아들, 프란체스코에게 지배권이 넘어갔지만, 13년뒤 비테르보 시민들은 그를 죽이고 처음으로 교황 우르바노 6세에게 도시 지배권을 넘겼고 다음에는 프란체스코의 사촌 조반니 디 시아라 디 비코에게 넘겼다. 하지만 1396년에 교황 보나파시오 9세의 군대는 그를 도시에서 몰아내고 도시에 교황의 종주권을 설립하였다. 비테르보에 세력을 지니던 마지막 디 비코 가문의 자코모는 1431년에 패배하고 만다.
그때부터 비테르보는 교황령에게 있어서 두 번째로 중요한 도시가 되었고 1871년에 이탈리아 영토로 편입됐다.

## 기후
비테르보는 지중해성 기후 (Köppen climate classification Csa)이다.
| 비테르보의 기후          | 비테르보의 기후 | 비테르보의 기후 | 비테르보의 기후 | 비테르보의 기후 | 비테르보의 기후 | 비테르보의 기후 | 비테르보의 기후 | 비테르보의 기후 | 비테르보의 기후 | 비테르보의 기후 | 비테르보의 기후 | 비테르보의 기후 | 비테르보의 기후 |
| 월                       | 1월             | 2월             | 3월             | 4월             | 5월             | 6월             | 7월             | 8월             | 9월             | 10월            | 11월            | 12월            | 연간            |
| ------------------------ | --------------- | --------------- | --------------- | --------------- | --------------- | --------------- | --------------- | --------------- | --------------- | --------------- | --------------- | --------------- | --------------- |
| 일평균 최고 기온 °C (°F) | 9.5 (49.1)      | 11.0 (51.8)     | 13.6 (56.5)     | 16.5 (61.7)     | 21.1 (70.0)     | 25.4 (77.7)     | 29.1 (84.4)     | 29.0 (84.2)     | 25.3 (77.5)     | 19.9 (67.8)     | 14.2 (57.6)     | 10.4 (50.7)     | 18.8 (65.8)     |
| 일평균 최저 기온 °C (°F) | 0.7 (33.3)      | 1.8 (35.2)      | 2.9 (37.2)      | 5.1 (41.2)      | 8.5 (47.3)      | 12.0 (53.6)     | 14.6 (58.3)     | 15.1 (59.2)     | 12.8 (55.0)     | 9.1 (48.4)      | 4.7 (40.5)      | 2.1 (35.8)      | 7.4 (45.4)      |
| 평균 강수량 mm (인치)    | 56 (2.2)        | 61 (2.4)        | 48 (1.9)        | 61 (2.4)        | 56 (2.2)        | 56 (2.2)        | 28 (1.1)        | 53 (2.1)        | 58 (2.3)        | 86 (3.4)        | 94 (3.7)        | 69 (2.7)        | 730 (28.6)      |
| 출처:                    |                 |                 |                 |                 |                 |                 |                 |                 |                 |                 |                 |                 |                 |

## 주요 관광지

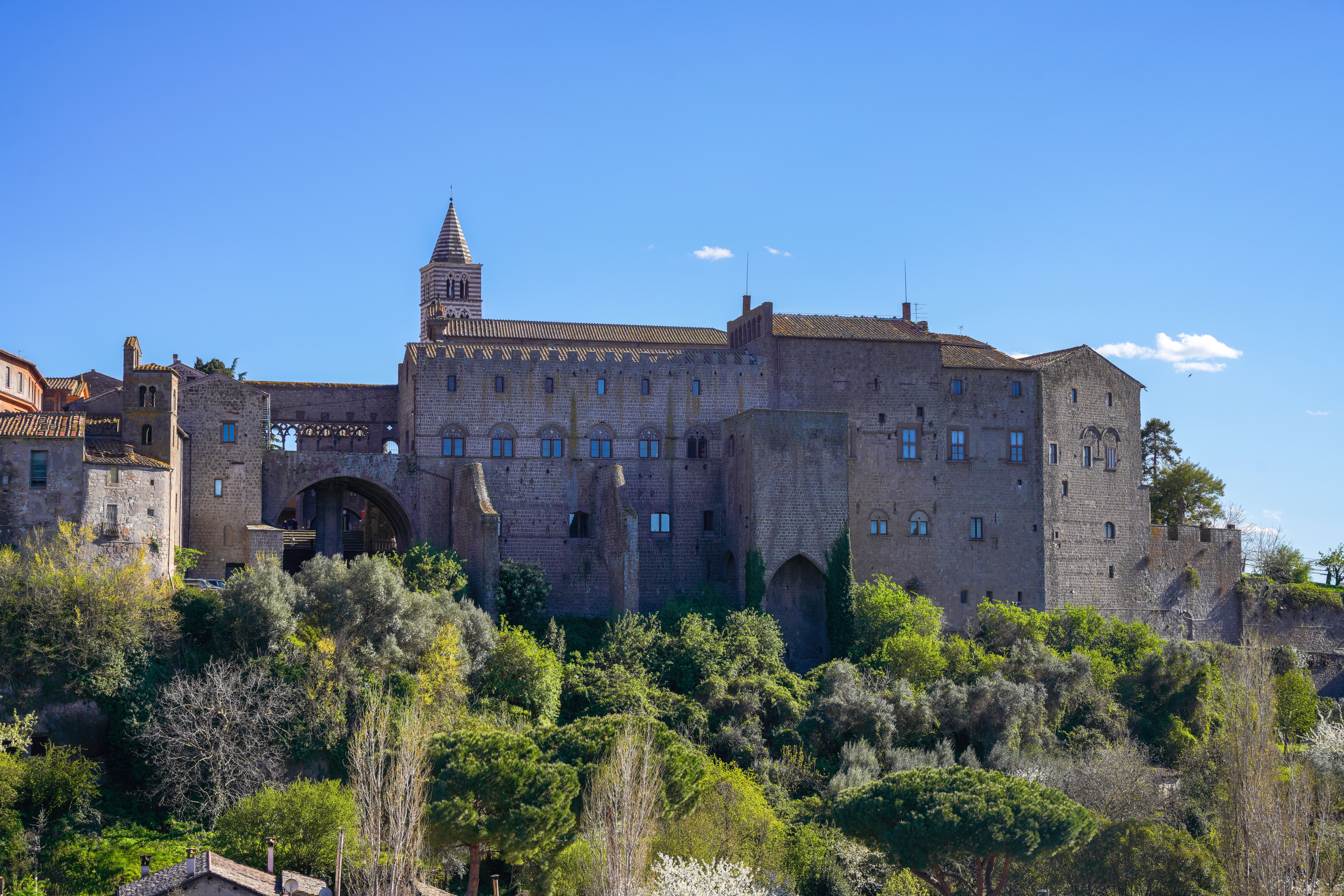
교황의 궁전

비테르보의 역사 지구는 중부 이탈리아에서 중세시대의 마을이 가장 잘 보존된 곳 중 하나이다. 상당한 수의 옛건물들은 고대시대의 폐허 위에 세워져있다.
비테르보의 가장 중요한 관광지는 로마에서의 문제로 거기서 물러나 있던 교황에게 이곳의 거주민들이 헌납한 교황의 궁전인 팔라초 데이 파피다. 궁전의 기둥들은 로마시대의 신전에서 뜯어온 것들이다.
두 번째로 중요한 관광지는 성 로렌초 성당이다. 롱고바르드 건축가들이 로마네스크 양식으로 만든 성당이다. 16세기에 대규모로 재건축을 하였고 1944년에 연합군의 폭격으로 크게 파괴되었다. 성당의 고딕 양식의 종탑은 14세기 초에 만들어졌으며 시에나 에술가들의 영향을 받은 것으로 보인다. 교황 요한 21세의 석관이 안치되어 있다.

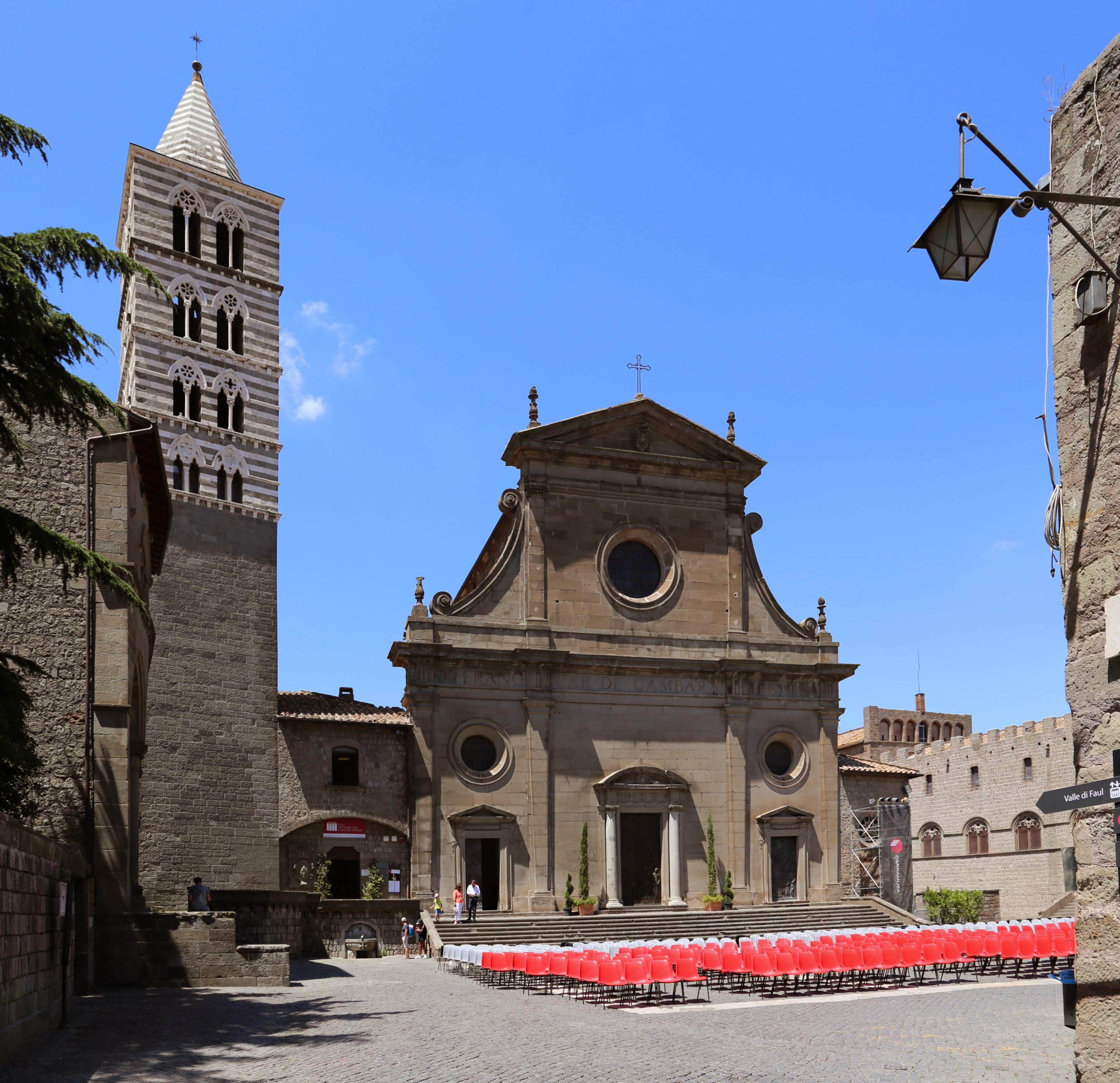
성 로렌스 성당

## 교육
1979년에 개교한 투시아 대학교가 있다.

## 군사
비테르보는 로마에 가까웠기에 1930년대에 공군기지(지금은 민간 항공기도 오가지만 여전히 군사 목적으로 쓰인디)가 생긴 이후부터, 이탈리아 공군의 중심지가 되었다. 이탈리아 항공 사령본부와 사관학교 모두 이곳에 있다.
이탈리아 부사관 훈련소 역시 이곳에 있다.

## 지역 출신 유명 인물
- 레오나르도 보누치
- 도메니코 코르비
- 주세페 오타비아니
- 성 크리피누스
- 성 로살리아